# Valeriana himachalensis
Valeriana himachalensis är en kaprifolväxtart som beskrevs av V. Prakash och B.N. Mehrotra. Valeriana himachalensis ingår i släktet vänderötter, och familjen kaprifolväxter. Inga underarter finns listade i Catalogue of Life.